# Sempronia (Decimo Giunio Bruto)
Sempronia (108/103 a.C.) secondo quanto tramandato dallo storico Sallustio, era una nobildonna romana, moglie del console Decimo Giunio Bruto.

## Biografia
La sua nascita si può collocare intorno al 108/103 a.C. Non si può dire molto sulla famiglia se non che fu una Sempronia. Potrebbe avere qualche legame con la madre di Fulvia (moglie del triumviro Marco Antonio) se si prende in considerazione un collegamento con i Semproni Tutidani. Si sa che nel 63 a.C. era sposata con Decimo Giunio Bruto e che questi aveva un figlio Decimo Giunio Bruto Albino, nato probabilmente da un matrimonio precedente. Non sono noti eventuali altri figli di Sempronia e di un possibile primo marito.

## Ruolo di Sempronia nella congiura di Catilina
(Sallustio, De Catilinae coniuratione C.25)
Nel 63 a.C., Sempronia seguì Catilina; all'insaputa del marito, mettendo a disposizione dei congiurati la propria abitazione vicino al foro. Il rischio corso non spinse tuttavia l'ignaro coniuge a ripudiarla in seguito, né la donna subì mai sanzioni. Sempronia fu la prima nobildonna romana a prendere una posizione politica, esponendosi in prima persona, ma non fu la sola. Di lei e delle altre sostenitrici della congiura (probabilmente amanti di Catilina) si sa però molto poco. Sallustio presenta Sempronia (e le altre complici) come una donna indebitata, impossibilitata a causa dell'età a vendere il proprio corpo, ma anche come una donna nobile e bella, anticonformista e dagli atteggiamenti liberi. La accusa di innumerevoli rapporti occasionali a dispetto della sua condizione di moglie, ma le riconosce istruzione e raffinatezza di gusti. La descrizione di Sallustio sembra contraddittoria anche a livello semantico. Il termine da lui usato per descriverla, facinora, proviene infatti da facinus, la cui prima traduzione è “delitto”, ma può essere anche usato con un significato neutro di “azione” in generale. Usando questa parola Sallustio sembra palesare la propria ambiguità di giudizio nei confronti di Sempronia, che a tratti sembra lodare o biasimare. È interessante notare che le azioni della matrona sono qualificate di “virile audacia” quindi non necessariamente negative, e che a dispetto delle colpe di Sempronia, la stessa a fine capitolo viene quasi nobilitata.

## Sempronia e Clodia
Tutte le caratteristiche attribuite da Sallustio alla matrona fanno pensare a Clodia. Sempronia era il simbolo della donna emancipata che stava prendendo piede nella Roma del I secolo a.C.; una donna che rompe il tradizionalismo inducendo i suoi coetanei a fraintendere e addirittura esagerare la sua peccaminosità. Sorte simile toccò a Clodia, che nel Pro Caelio venne additata da Cicerone come una sorta di meretrice vendicativa, disinibita e lussuriosa. Tutto ciò dimostra quanto la nobiltà romana di quel tempo osteggiasse l'emancipazione femminile e quanto la morale comune ancora palesasse l'influenza dei principi di Catone il Censore.